# Joachim Wolschke-Bulmahn

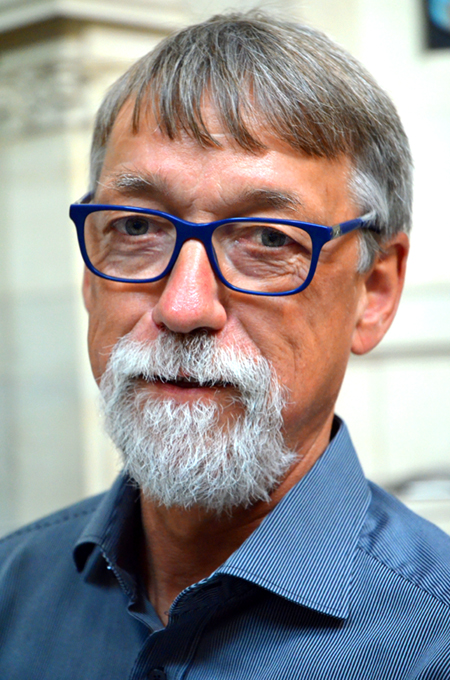
Joachim Wolschke-Bulmahn;
im September 2018

Joachim Wolschke-Bulmahn (* 17. April 1952) ist ein deutscher Landschaftsplaner und Gartenarchitekt sowie emeritierter Hochschullehrer an der Leibniz-Universität Hannover.

## Leben und Wirken
Wolschke-Bulmahn studierte Landespflege an der Universität Hannover. Anschließend war er kurze Zeit im Planungsbüro von Bernhard David in Ahrensburg tätig. Von 1983 bis 1989 war er wissenschaftlicher Mitarbeiter am Institut für Freiraumplanung und planungsbezogene Soziologie an der Universität Hannover und 1990 bis 1991 an der Hochschule der Künste in Berlin. Wolschke-Bulmahn wurde 1989 an der Hochschule der Künste zum Dr.-Ing. promoviert. Anschließend war er zunächst Stipendiat am Forschungsinstitut von Dumbarton Oaks der Harvard University. Von 1991 bis 1996 war er dort Direktor der Abteilung „Studies in Landscape Architecture“. Seit 1996 ist er Professor an der Leibniz-Universität Hannover, wo er das Lehrgebiet „Geschichte der Freiraumplanung“ vertrat.
Wolschke-Bulmahn forschte vor allem über die Geschichte der Freiraumplanung im späten 19. und frühen 20. Jahrhundert, dort auch zur Geschichte des Nationalsozialismus und seinen Beziehungen zur Landschaftsarchitektur. 2021 wurde er emeritiert.
Er ist verheiratet mit der früheren Bundestags-Abgeordneten, Bundesforschungsministerin und zeitweisen Bundestags-Vizepräsidentin Edelgard Bulmahn (SPD).

## Wissenschaftliche Ämter
- Mitbegründer und seit 2003 Vorstandsvorsitzender des „Zentrums für Gartenkunst und Landschaftsarchitektur“ (CGL) in Hannover
- Mitglied der internationalen Expertenkommission zur Neugestaltung der Gedenkstätte Bergen-Belsen (2000–2008)
- Mitglied im Projektbeirat Gartenregion Hannover (seit Mai 2007).

## Publikationen (Auswahl)
Publikationsliste
- NN: Publikationsliste von Prof. Dr. Joachim Wolschke-Bulmahn. In: Die Gartenkunst 24 (1/2012), S. 134–144.

Einzelwerke
- Auf der Suche nach Arkadien – zu Landschaftsidealen und Formen der Naturaneignung in der Jugendbewegung und ihrer Bedeutung für die Landespflege, Arbeiten zur sozialwissenschaftlich orientierten Freiraumplanung, Bd. 11, München 1990.
- (Hg.): Nature and Ideology. Natural Garden Design in the Twentieth Century (Washington D. C., 1997).
- (Herausgeber mit Gert Gröning): Naturschutz und Demokratie!?, CGL-Studies, Bd. 3, München 2006.
- (Herausgeber mit Hubertus Fischer): Gärten und Parks im Leben der jüdischen Bevölkerung nach 1933, CGL-Studies, Bd. 5, München 2008.